# توماس ويستروب
توماس ويليام ويستروب بينيت (بالإنجليزية: Thomas William Westropp Bennett) (30 يناير 1867 – 1 فبراير 1962) كان سياسيًا أيرلنديًا، وقاضيًا، وأحد الشخصيات البارزة في مجال الزراعة في أيرلندا خلال النصف الأول من القرن العشرين.

## الحياة المبكرة والتعليم
وُلد بينيت في 30 يناير 1867 في ليمريك، لعائلة من ملاك الأراضي ذات خلفية بروتستانتية أنجلو-أيرلندية. تلقى تعليمه في المدارس المحلية قبل أن ينخرط في الزراعة، حيث أصبح من المدافعين البارزين عن مصالح المزارعين الأيرلنديين.

## العمل العام والزراعي
اشتهر بينيت بنشاطه في مجال الزراعة والتنمية الريفية، وكان رئيسًا لاتحاد المزارعين في مقاطعة ليمريك، كما شارك في عدد من المبادرات التي هدفت إلى تحسين أوضاع الإنتاج الزراعي في الريف الأيرلندي.

## العمل السياسي
انخرط بينيت في العمل السياسي من خلال حزب الفلاحين الأيرلندي، وشارك في المجلس التشريعي. في عام 1922، أصبح عضوًا في مجلس الشيوخ الأيرلندي (Seanad Éireann)، وفي عام 1931 تولّى رئاسته، وهو المنصب الذي شغله حتى عام 1936.

## الإرث والوفاة
توفي بينيت في 1 فبراير 1962 عن عمر ناهز 95 عامًا. وقد اعتُبر أحد الرموز البارزة في التوفيق بين تقاليد طبقة ملاك الأراضي والبنية السياسية الجديدة للدولة الأيرلندية المستقلة، وساهم في دعم التحول السلمي للبلاد في فترة ما بعد الاستقلال.